# Zodži La
Prelaz Zodži La je visokogorski cestni prelaz v Indiji, na cesti med Šrinagarjem v Kašmirju in Kargilom v Ladaku ter naprej do Leha, glavnega mesta Ladaka. Prelaz ločuje  Kašmirsko dolino na zahodu od Doline Dras na severovzhodu.
Prelaz Zodži La se nahaja okoli 100 km vzhodno od Šrinagarja, glavnega mesta Kašmirja, in 15 km od Sonamarga. Predstavlja zelo pomembno povezavo med Ladakom in Kašmirsko dolino. Poteka na nadmorski višini okoli 3528 m. Na cesti Šrinagar – Leh je to drugi najvišji prelaz takoj za prelazom  Fotu La. Pozimi je pogosto zaprt zaradi zasneženosti.

## Galerija
- Čiščenje snega na prelazu Zodži La
- Cesta Šrinagar-Zodžila-Leh
- Serpetinska cesta iz Šrinagarja proti prelazu Zodži La
- Vozila namenjeni čez prelaz Zodži La
- Serpentinski vzpon na cesti proti prelazu Zodži